# Podgora (żupania krapińsko-zagorska)
Podgora – wieś w Chorwacji, w żupanii krapińsko-zagorskiej, w gminie Kumrovec. W 2011 roku liczyła 45 mieszkańców.